# Sukarrieta
Sukarrieta en basque ou Pedernales en espagnol est une commune de Biscaye dans la communauté autonome du Pays basque en Espagne.
Le nom officiel de la commune est Sukarrieta.

## Géographie

### Quartiers
Les quartiers principaux de Sukarrieta sont: Txatxarramendi, Kanala, San Antonio, Munitiz et San Pedro.

## Photos de Sukarrieta

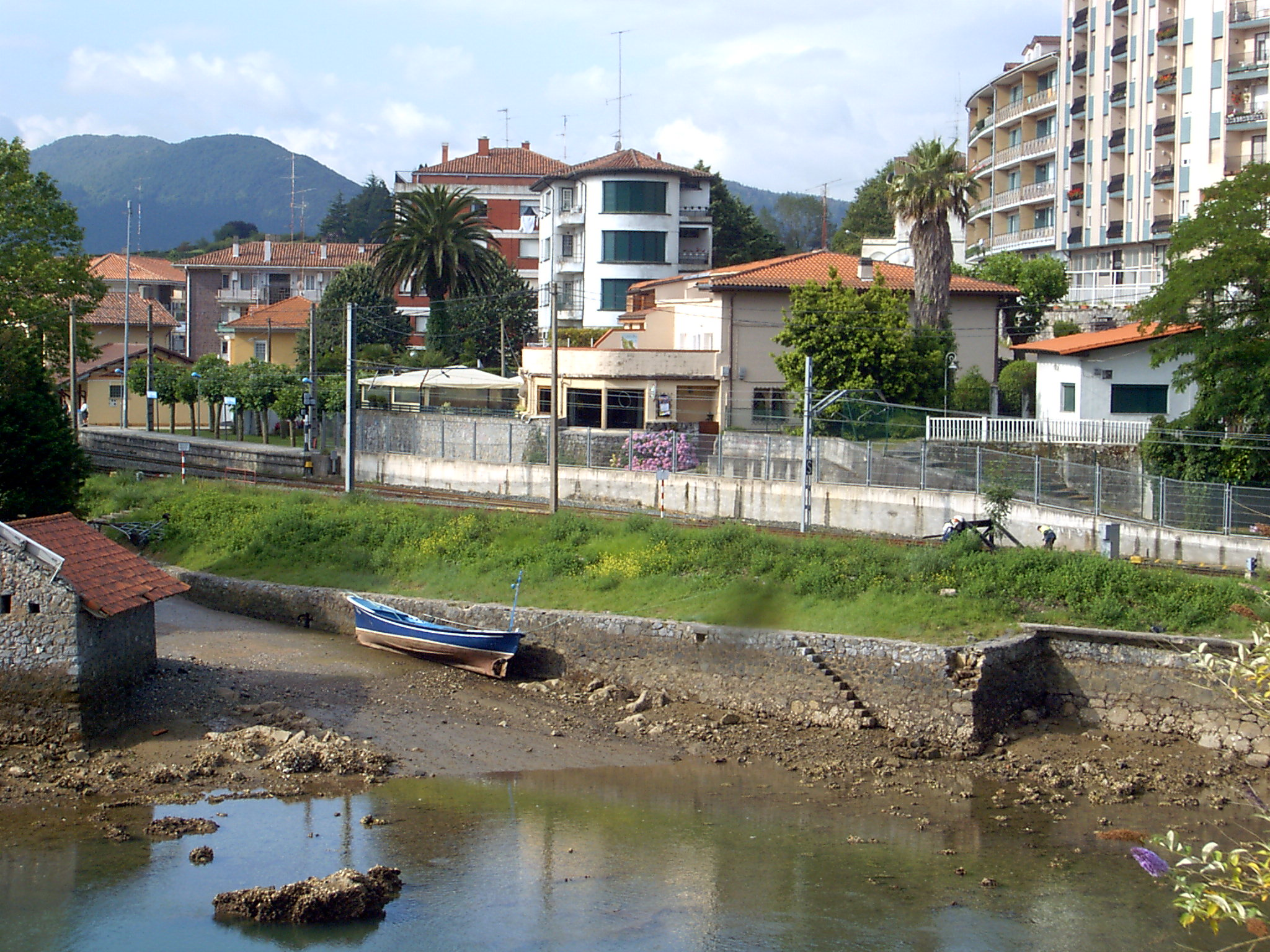
Gare de Sukarrieta et Busturia
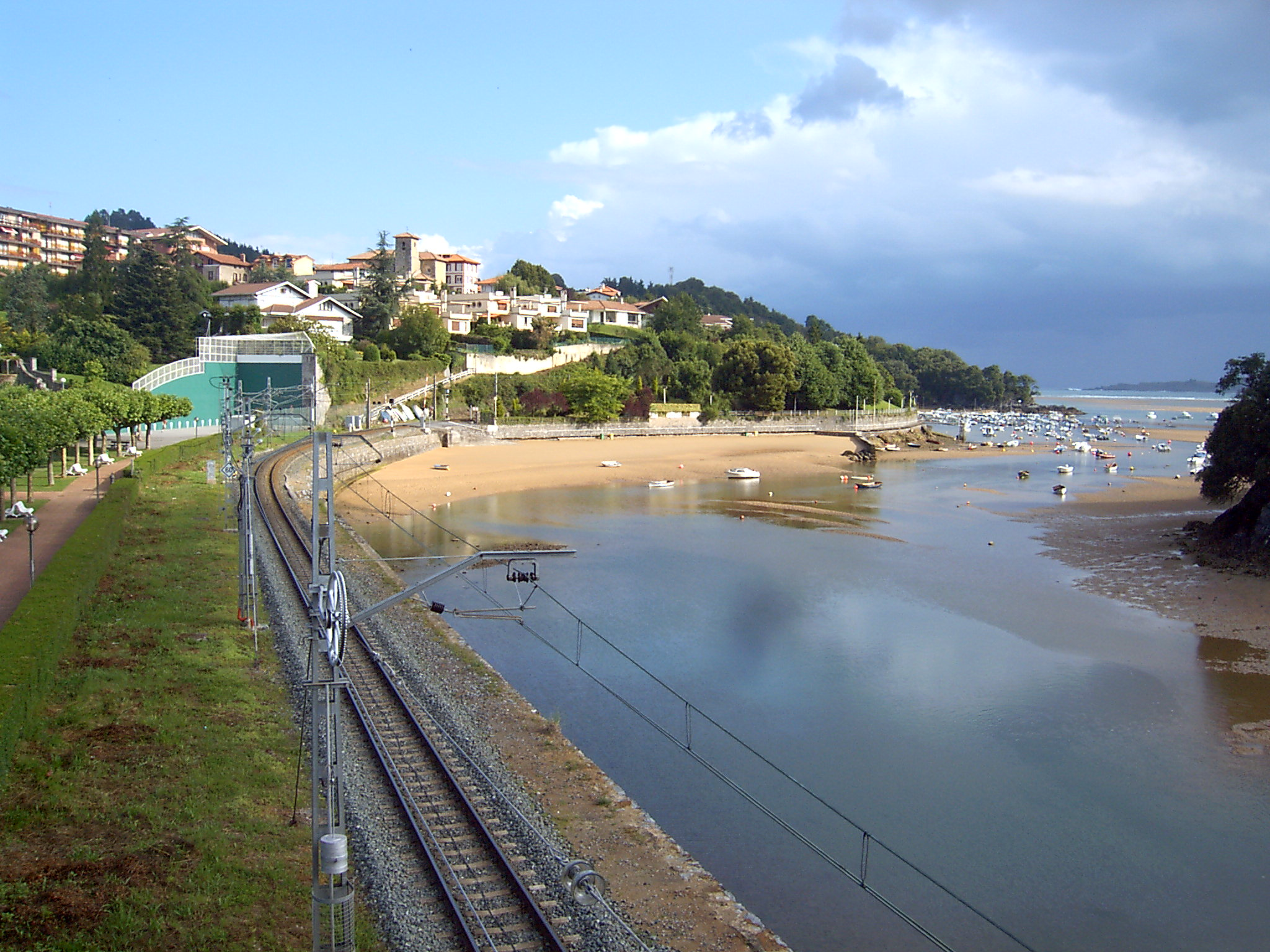
Plage de Sukarrieta
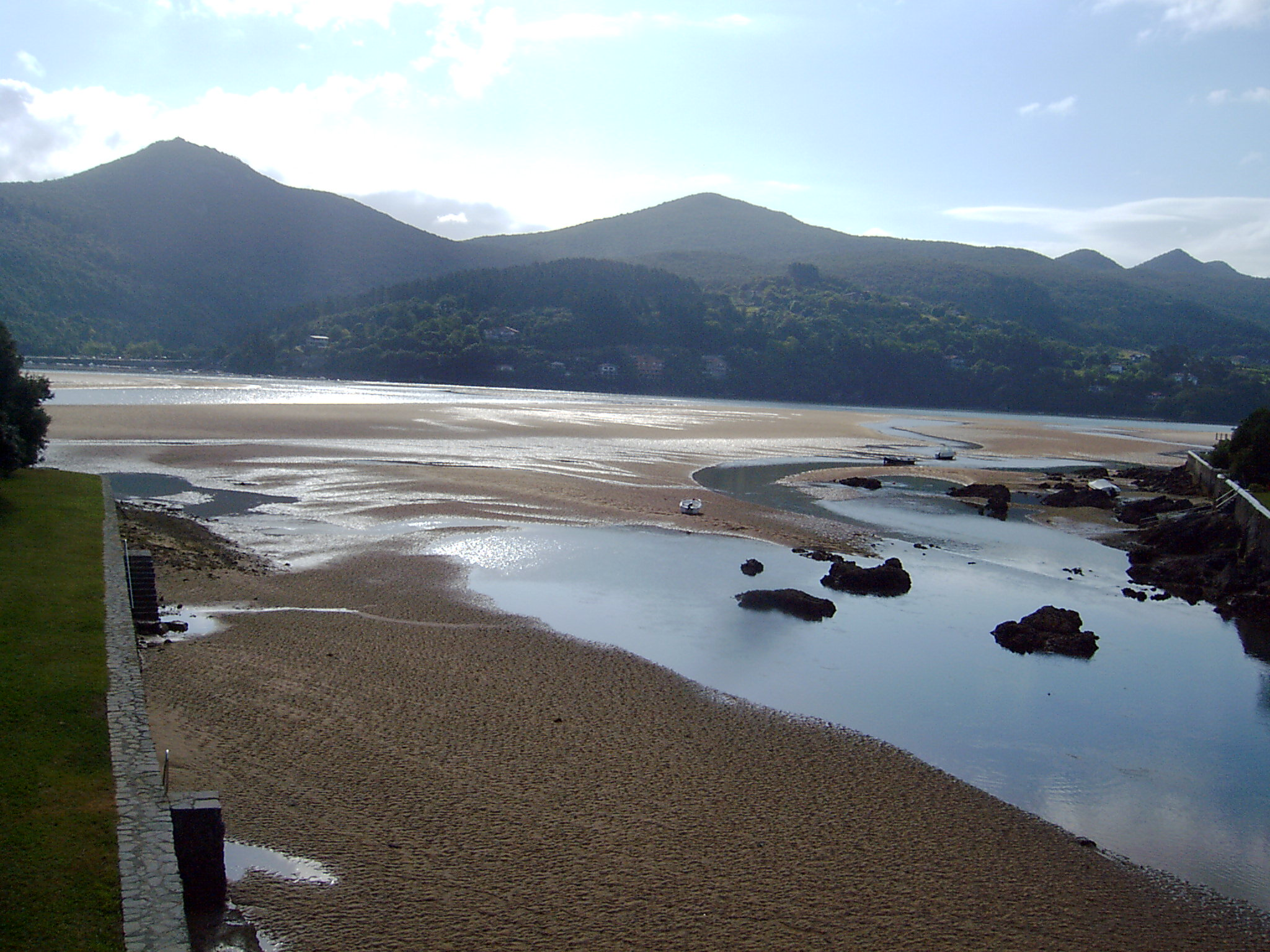
Marée basse à Sukarrieta
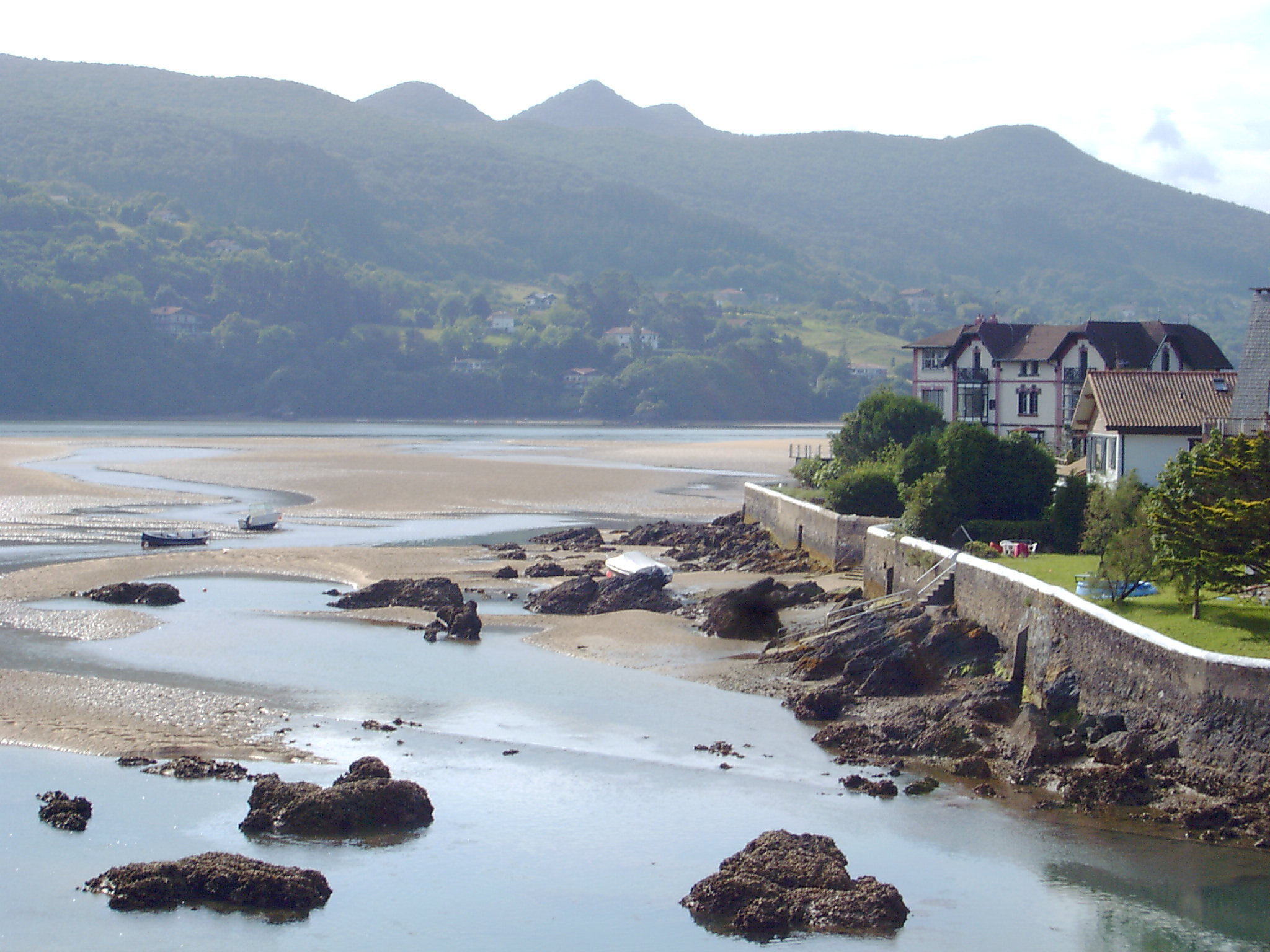
Marée basse à Sukarrieta

### Sources
- (es) Cet article est partiellement ou en totalité issu de l’article de Wikipédia en espagnol intitulé « Pedernales (Vizcaya) » (voir la liste des auteurs).